# Kirchenkreis Trier
Der evangelische Kirchenkreis Trier ist der flächengrößte Kirchenkreis der Evangelischen Kirche im Rheinland. Er ist eine Körperschaft des Öffentlichen Rechts. Er wurde 1825 aus dem Kirchenkreis Trarbach ausgegliedert und hieß bis 1843 Kirchenkreis Wolf. Dann jedoch kehrte die Wolfer Kirchengemeinde nach Trarbach zurück, da sie vom Sitz dieses Kirchenkreises nur 4 km entfernt lag.
Die Superintendentur hat ihren Sitz in Trier. Die Leitung des Kirchenkreises liegt rheinischem Kirchenrecht gemäß bei der Kreissynode, beim Kreissynodalvorstand und beim Superintendenten.
2017 machten die etwa 55.900 evangelischen Personen in dem ca. 4.900 Quadratkilometer großen Gebiet mit insgesamt ca. 529.700 Einwohnern rund 10,6 % der Bevölkerung aus. 2023 machten die 50.500 evangelischen Personen von insgesamt 531.500 Einwohnern rund 9,5 % der Bevölkerung aus.

## Gemeinden
Die Gemeinden des Kirchenkreises liegen im Landkreis Bernkastel-Wittlich, im Landkreis Birkenfeld, im Eifelkreis Bitburg-Prüm, im Landkreis Trier-Saarburg, im Landkreis Vulkaneifel und in der kreisfreien Stadt Trier. Mit Mariahütte liegt ein Ort der Kirchengemeinde Hermeskeil-Züsch im saarländischen Kreis St. Wendel. Evangelische Kirchengemeinden, die seit der Reformationszeit bestehen, finden sich an der Mosel (Mülheim, Veldenz), in Thalfang und Zerf sowie im vorderen Hunsrück. Die anderen Kirchengemeinden wurden bedingt durch Zuzug aus dem preußischen Kernland im 19. Jahrhundert gegründet.
1. Bernkastel-Kues
2. Bitburg
3. Daun
4. Ehrang
5. Gerolstein-Jünkerath
6. Hermeskeil-Züsch
7. Hottenbach-Stipshausen
8. Kleinich
9. Konz
10. Mülheim
11. Prüm
12. Rhaunen-Hausen-Sulzbach
13. Saarburg
14. Schauren-Kempfeld-Bruchweiler
15. Thalfang-Morbach
16. Trier
17. Veldenz
18. Wirschweiler-Allenbach-Sensweiler
19. Wittlich

## Kirchengebäude

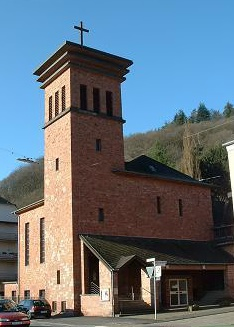
Evangelische Kirche (Trier-Ehrang)
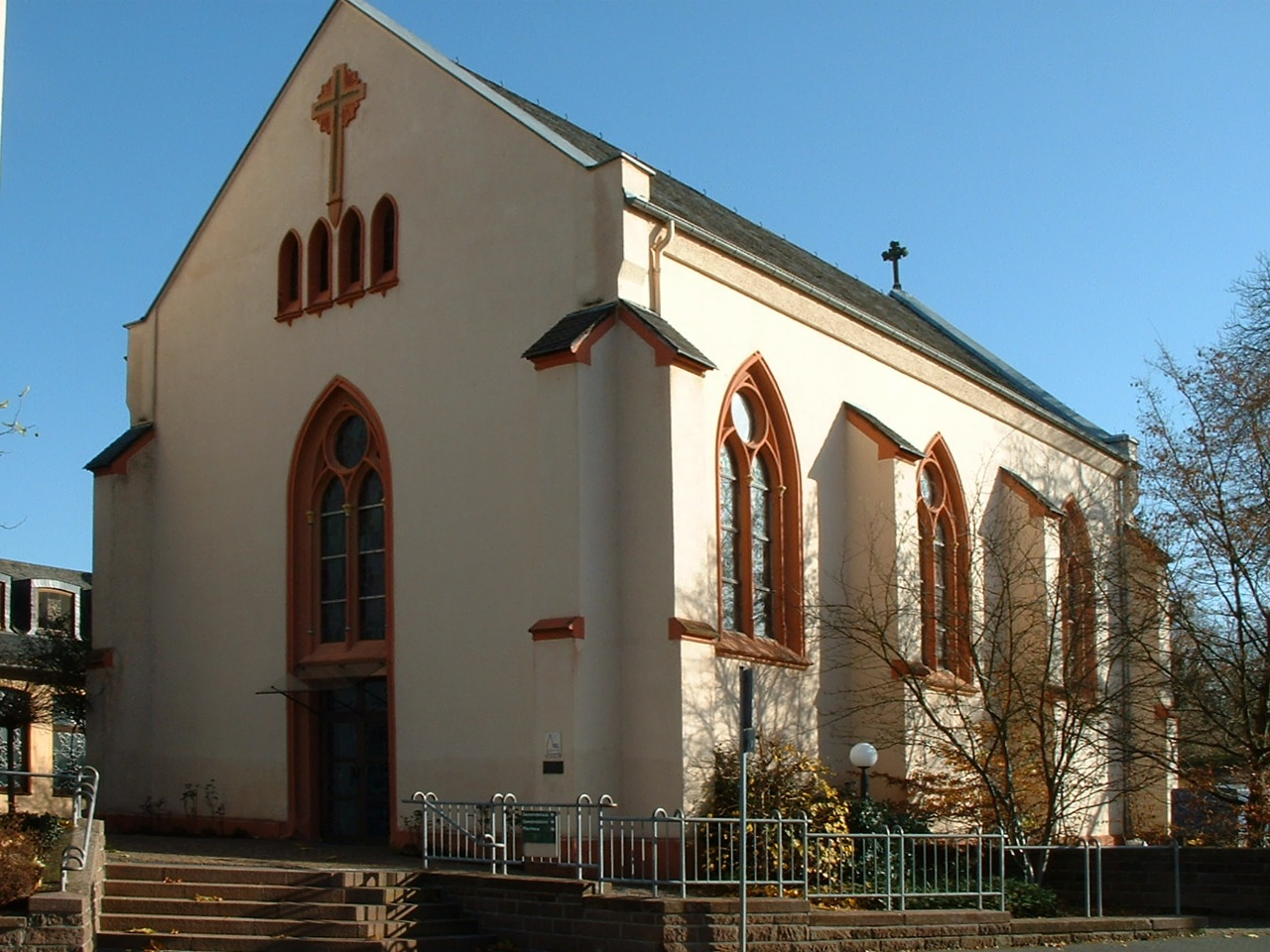
Christuskirche (Wittlich)